# Diodora variegata
Diodora variegata is een slakkensoort uit de familie van de Fissurellidae. De wetenschappelijke naam van de soort werd in 1862 voor het eerst geldig gepubliceerd door George Brettingham Sowerby II.